# دويغو ساكالي
دويغو ساكالي (بالتركية: Duygu Sakallı)‏ مواليد 13 يونيو 1991 في إزمير، تركيا، هي لاعبة كرة يد تركية تلعب كجناح أيسر. تلعب في الدوري التركي لكرة اليد للسيدات. مثلت منتخب تركيا لكرة اليد للسيدات.